# Papineau (regionale Grafschaftsgemeinde)
Papineau ist eine regionale Grafschaftsgemeinde (französisch municipalité régionale du comté, MRC) in der kanadischen Provinz Québec.
Sie liegt in der Verwaltungsregion Outaouais und besteht aus 24 untergeordneten Verwaltungseinheiten (eine Stadt, 21 Gemeinden und zwei Kantonsgemeinden). Die MRC wurde am 1. Januar 1983 gegründet. Der Hauptort ist Papineauville. Die Einwohnerzahl beträgt 22.832 (Stand: 2016) und die Fläche 2.941,79 km², was einer Bevölkerungsdichte von 7,8 Einwohnern je km² entspricht. Benannt ist die MRC nach Louis-Joseph Papineau.

## Gliederung
Stadt (ville)
- Thurso

Gemeinde (municipalité)
- Boileau
- Bowman
- Chénéville
- Duhamel
- Fassett
- Lac-des-Plages
- Lac-Simon
- Mayo
- Montebello
- Montpellier
- Mulgrave-et-Derry
- Namur
- Notre-Dame-de-Bonsecours
- Notre-Dame-de-la-Paix
- Papineauville
- Plaisance
- Ripon
- Saint-André-Avellin
- Saint-Émile-de-Suffolk
- Saint-Sixte
- Val-des-Bois

Kantonsgemeinde (municipalité de canton)
- Lochaber
- Lochaber-Partie-Ouest

## Angrenzende MRC und vergleichbare Gebiete
- Antoine-Labelle
- Les Laurentides
- Argenteuil
- Prescott and Russell United Counties, Ontario
- Ottawa, Ontario
- Gatineau
- Les Collines-de-l’Outaouais
- La Vallée-de-la-Gatineau